# Robert Charles Herron
Robert Charles Herron, britanski general, * 1890, † 1963.